# 克拉珀姆高街站
克拉珀姆高街站（英語：Clapham High Street railway station）是伦敦地上铁东伦敦线克拉珀姆支线的一座车站，位于伦敦的蘭貝斯區，属于第2收费区。此外，東南鐵路也使用本站。

## 概況
本站自啟用後，並沒有英國鐵路的雙箭頭標誌，只有倫敦地上鐵的圓形標誌。本站靠近倫敦地鐵的克拉珀姆北站，可以使用蠔卡進行虛擬換乘。此外本站站台曾經設有雨棚，但在1970年代末被拆除。

## 歷史
- 1862年8月25日，車站啟用，名稱為克拉珀姆站。
- 1863年5月，車站名稱改為克拉珀姆及北斯托克韋爾站。
- 1937年，為避免和後來的克拉珀姆交匯站重名，名稱改為克拉珀姆站[6]。後改為現在名稱。
- 1944年，東行列車停靠站台被炸毀[5]。
- 1984年，在站舍與站台間豎立起柵欄。
- 2012年，東南鐵路負責翻新了本站東行列車站台及豎立新的柵欄。倫敦地上鐵負責在站內豎立避難所標誌。

## 列车服务
- 自2012年12月9日起，東南鐵路部分列車在維多利亞車站始發。
- 自2012年12月9日起，克拉珀姆支线在本站開始服務，取代了以往南方鐵路在本站的功能，改為每小時4對列車[7]。
- 2012年12月起，肯辛顿（奥林匹亚）站至本站的運行模式縮減為肯辛顿（奥林匹亚）站至旺兹沃思路站，並在2013年6月17日取消該運行模式。